# Мухтар Ауезов
Мухтар Омарханович Ауезов (на казахски: Мұхтар Омарханұлы Әуезов) (28 септември 1897 – 27 юни 1961, Москва) е казахски писател, драматург и учен, член на Казахстанската академия на науките (1946).
Събира и изследва казахстанския и киргизкия фолклор. Създател е на казахстанската драма. Носител е на Държавна награда на СССР (1949) и на Ленинска награда (1959).

## Творчество
- „На границата“ – драма, 1937 г.
- „В час на изпитания“ – драма, 1942 г.
- „Абай“ – роман, 2 т., 1942-7 г.
- „Пътят на Абай“ – роман, 2 т., 1952-6 г.